# Cantón de Bavay
El cantón de Bavay era una división administrativa francesa, que estaba situada en el departamento de Norte y la región de Norte-Paso de Calais.

## Composición
El cantón estaba formado por dieciséis comunas:
- Amfroipret
- Audignies
- Bavay
- Bellignies
- Bermeries
- Bettrechies
- Feignies
- Gussignies
- Hon-Hergies
- Houdain-lez-Bavay
- La Flamengrie
- La Longueville
- Mecquignies
- Obies
- Saint-Waast
- Taisnières-sur-Hon

## Supresión del cantón de Bavay
En aplicación del Decreto n.º 2014-167 de 17 de febrero de 2014, el cantón de Bavay fue suprimido el 22 de marzo de 2015 y sus 16 comunas pasaron a formar parte del nuevo cantón de Aulnoye-Aymeries.